# Rohan Chand
Rohan Chand (Brooklyn, Nueva York; 15 de enero de 2004) es un actor estadounidense de origen indio. Ha aparecido en las películas Jack y Jill, Lone Survivor, Jumanji: Welcome to the Jungle, y ha protagonizado la película dirigida por Andy Serkis Mowgli: Legend of the Jungle.

## Biografía
Chand nació en Nueva York. Tiene padres de origen indio. Cuando tenía seis años de edad fue descubierto por un director de casting mientras jugaba béisbol; el director de casting era la madre de otro niño que jugaba al béisbol y animó a Chand a realizar una audición para un papel en una película de Adam Sandler Jack and Jill. Chand, en última instancia, ganó el papel del hijo en la pantalla adoptada de Sandler, y la película fue estrenada en 2011.
Su siguiente papel fue en un episodio de 2011 de la Patria titulada Crossfire, en la que interpretó Issa Nazir, el joven hijo del terrorista protagonista de la serie, que mantiene una estrecha relación con un soldado americano, interpretado por Damian Lewis. En la película de 2013 Lone Survivor, Chand interpreta al hijo de un afgano que proporciona asistencia a un estadounidense SEAL de la Armada (interpretado por Mark Wahlberg).
Luego apareció en las películas Malas palabras (2013) y The Hundred-Foot Journey (2014). Chand fue confirmado para el papel de Mowgli en la película de Andy Serkis, Mowgli: Legend of the Jungle, cuyo estreno fue el 19 de octubre de 2018.

## Filmografía

### Cine
| Año  | Trabajo                        | Papel               | Notas |  |
| 2018 | Mowgli: Legend of the Jungle   | Mowgli              |       |  |
| 2017 | Jumanji: Welcome to the Jungle | Joven del bazar     |       |  |
| 2013 | Malas palabras                 | Chaitanya Chopra    |       |  |
| 2013 | Lone Survivor                  | Hijo joven de Gulab |       |  |
| 2011 | Jack y Jill                    | Gary Sadelstein     |       |  |

### TV
| Año  | Trabajo | Papel      | Notas                             |
| 2011 | Patria  | Issa Nazir | Estación 1, episodio 9: Crossfire |